# Mikael Renberg
Mikael Bo Renberg (Piteå, 5 maggio 1972) è un ex hockeista su ghiaccio svedese.

## Carriera
Nel corso della sua carriera ha giocato con Luleå HF, Philadelphia Flyers, Tampa Bay Lightning, Phoenix Coyotes, Toronto Maple Leafs e Skellefteå AIK.
Con la Svezia ha preso parte a quattro edizioni del campionato mondiale di hockey su ghiaccio, vincendolo nel 1998, e a due Olimpiadi invernali (Nagano 1998 e Salt Lake City 2002).

## Statistiche
| Stagione | Squadra             | Campionato | Regular Season | Regular Season | Regular Season | Regular Season | Regular Season | Regular Season | Play-off | Play-off | Play-off | Play-off | Play-off |
| Stagione | Squadra             | Campionato | GP             | G              | A              | Pts            | PIM            | +/-            | GP       | G        | A        | Pts      | PIM      |
| -------- | ------------------- | ---------- | -------------- | -------------- | -------------- | -------------- | -------------- | -------------- | -------- | -------- | -------- | -------- | -------- |
| 1989-90  | Luleå HF            | SHL        | 2              | 1              | 0              | 1              | 0              |                | -        | -        | -        | -        | -        |
| 1990-91  | Luleå HF            | SHL        | 29             | 11             | 6              | 17             | 12             |                | -        | -        | -        | -        | -        |
| 1991-92  | Luleå HF            | SHL        | 38             | 8              | 15             | 23             | 20             |                | -        | -        | -        | -        | -        |
| 1992-93  | Luleå HF            | SHL        | 39             | 19             | 13             | 32             | 61             |                | -        | -        | -        | -        | -        |
| 1993-94  | Philadelphia Flyers | NHL        | 83             | 38             | 44             | 82             | 36             | 8              | -        | -        | -        | -        | -        |
| 1994-95  | Luleå HF            | SHL        | 10             | 9              | 4              | 13             | 16             |                | -        | -        | -        | -        | -        |
| 1994-95  | Philadelphia Flyers | NHL        | 47             | 26             | 31             | 57             | 20             | 20             | 15       | 6        | 7        | 13       | 6        |
| 1995-96  | Philadelphia Flyers | NHL        | 51             | 23             | 20             | 43             | 45             | 8              | 11       | 3        | 6        | 9        | 14       |
| 1996-97  | Philadelphia Flyers | NHL        | 77             | 22             | 37             | 59             | 65             | 36             | 18       | 5        | 6        | 11       | 4        |
| 1997-98  | Tampa Bay Lightning | NHL        | 68             | 16             | 22             | 38             | 34             | -37            | -        | -        | -        | -        | -        |
| 1998-99  | Tampa Bay Lightning | NHL        | 20             | 4              | 8              | 12             | 4              | -2             | -        | -        | -        | -        | -        |
| 1998-99  | Philadelphia Flyers | NHL        | 46             | 11             | 15             | 26             | 14             | 7              | 6        | 0        | 0        | 0        | 0        |
| 1999-00  | Phoenix Coyotes     | NHL        | 10             | 2              | 4              | 6              | 2              | 0              | 5        | 1        | 2        | 3        | 4        |
| 1999-00  | Philadelphia Flyers | NHL        | 62             | 8              | 21             | 29             | 30             | -1             | -        | -        | -        | -        | -        |
| 2000-01  | Luleå HF            | SHL        | 48             | 22             | 32             | 54             | 36             | 8              | 11       | 6        | 5        | 11       | 35       |
| 2001-02  | Toronto Maple Leafs | NHL        | 71             | 14             | 38             | 52             | 36             | 11             | 3        | 0        | 0        | 0        | 2        |
| 2002-03  | Toronto Maple Leafs | NHL        | 67             | 14             | 21             | 35             | 36             | 5              | 7        | 1        | 0        | 1        | 8        |
| 2003-04  | Toronto Maple Leafs | NHL        | 59             | 12             | 13             | 25             | 50             | -1             | 2        | 0        | 0        | 0        | 4        |
| 2004-05  | Luleå HF            | SHL        | 22             | 6              | 5              | 11             | 16             | -7             | -        | -        | -        | -        | -        |
| 2005-06  | Luleå HF            | SHL        | 44             | 15             | 19             | 34             | 32             | 7              | 5        | 0        | 0        | 0        | 10       |
| 2006-07  | Luleå HF            | SHL        | 48             | 18             | 32             | 50             | 34             | 7              | 4        | 0        | 3        | 3        | 0        |
| 2007-08  | Skellefteå AIK      | SHL        | 41             | 13             | 20             | 33             | 30             | -4             | 5        | 0        | 1        | 1        | 4        |
| 2008-09  | Skellefteå AIK      | SHL        | 21             | 3              | 3              | 6              | 16             | -2             | 11       | 0        | 0        | 0        | 2        |

Legenda: GP = Partite giocate, G = Goal, A = Assist, Pts = Punti, PIM = Minuti di penalità (Penalty Infraction Minutes), +/- = Plus/minus.